# Шабалин, Вадим Иванович
Вади́м Ива́нович Шабали́н (род. 26 мая 1931, Арбаж, Нижегородский край) — советский, российский дипломат, экономист. Чрезвычайный и полномочный посол.

## Биография
Член КПСС. Окончил экономический факультет Московского государственного университета им. М. В. Ломоносова (1954). Доктор экономических наук. На дипломатической работе с 1961 года.
- В 1961—1967 годах — сотрудник Посольства СССР в Китае.
- В 1967 году — заместитель директора Института Дальнего Востока АН СССР.
- В 1967—1985 годах — сотрудник аппарата ЦК КПСС.
- С 23 декабря 1985 по 12 ноября 1987 года — чрезвычайный и полномочный посол СССР на Филиппинах[2].
- С 22 августа 1990 по 22 апреля 1992 года — чрезвычайный и полномочный посол СССР, затем России в Мьянме[3][4].
- С 2001 года — главный научный сотрудник Института Дальнего Востока РАН.

## Награды
- 2 ордена «Знак Почёта» (1961, 1971);
- Орден Дружбы народов (1981);
- Медаль «За трудовое отличие» (1966);
- Медаль «За доблестный труд» (1970).

## Публикации
В. И. Шабалин — автор ряда работ по вопросам международных экономических отношений, экономики Китая, в том числе 9 монографий, научных статей.
- …Завтра будет дуть завтрашний ветер : разговор о времени. — М. : Форум, 2011. — 559 с., [17] л. ил., портр. ISBN 978-5-8199-0475-6